# ماریوتسویل (مریلند)
ماریوتسویل (به انگلیسی: Marriottsville) یک منطقهٔ مسکونی در ایالات متحده آمریکا است که در مریلند واقع شده‌است. ماریوتسویل ۹۲٫۹۷ متر بالاتر از سطح دریا واقع شده‌است.